# Redhouse (comté de Kilkenny)
Pour les articles homonymes, voir Redhouse.
Redhouse est un village irlandais situé dans le comté de Kilkenny.